# Spencer Harris
 (mars 2021).
Pour les articles homonymes, voir Harris.
Anthony Spencer Harris (né le 12 août 1900 et mort le 3 juillet 1982), était un joueur de baseball professionnel américain qui a participé à 164 matchs dans la Major League Baseball pour les White Sox de Chicago (1925-1926), les Sénateurs de Washington (1929) et Philadelphia Athletics (1930). Notamment, Harris a joué pendant tout ou en partie de 26 saisons dans la ligue mineure de baseball (1921–24; 1927–48), apparaissant dans plus de 3 100 matchs.
Né à Duluth, Minnesota, Harris a lancé et frappé du gaucher, avait une taille de 5 pieds 9 pouces (1,75 m) et pesait 146 livres (66 kg). En tant que grand ligueur, il a eu 94 coups sûrs, dont 15 doubles, trois triples et trois circuits en deux saisons complètes (en tant que membre des White Sox) et des parties de deux autres. Il a frappé .249 avec 46 points réalisés.
Harris a frappé .330 lors de sa dernière saison en tant que voltigeur âgé de 47 ans  pour les Yakima Packers en 1948. Il détient les records de tous les temps dans les ligues mineures pour les battes (11 377), les coups sûrs (3 617), les points marqués (2 287) et les doubles (743), et se classe quatrième de tous les temps avec 1 769 points produits.